# Bražec (tvrz)
Bražec je zaniklá tvrz u stejnojmenné obce v okrese Karlovy Vary. Stávala na návrší nad zaniklou vesnicí Kostelní Hůrka (německy Am Berg) na kótě s nadmořskou výškou 793 metrů. Dochovalo se po ní tvrziště, které je od roku 1964 chráněno jako kulturní památka. V sousedství tvrze stával také zaniklý kostel svatého Bartoloměje.

## Historie
Podle výsledků archeologického výzkumu provedeného v letech 1986–1989 vznikla bražecká tvrz v první polovině třináctého století. Nejstarším známým majitelem byl zřejmě zeman Beneda z Bražce uvedený jako svědek na listině z roku 1289. První písemná zmínka o tvrzi pochází až z roku 1316. V roce 1410 Bražec patřil Janu Svinovcovi ze Svinavy a od něj přešel na jeho potomky. Archeologické stopy dokládají, že někdy v první polovině patnáctého století tvrz vyhořela a zanikla.
Na konci patnáctého století byl majitelem Jindřich III. z Plavna, v roce 1510 panství koupil Jiří Plick z Plickensteina a později je zdědili Zedtwitzové. Od nich panství zahrnující tvrz, dvůr a vsi Bražec a Javornou koupila Anna Karolina Colonna, rozená Šliková, a připojila je k panství hradu Andělská Hora. V roce 1622 bylo Černíny z Chudenic panství převedeno k zámku Stružná.

## Stavební podoba
Dochované tvrziště má elipsovitý půdorys s delší osou dlouhou 35 metrů. Na povrchu se zachoval pouze val a příkop, ale archeologické sondy odkryly 170 centimetrů širokou hradbu provázanou s čtverhrannou věží o rozměrech 5,5 × 5,5 metrů. Její zdi byly silné 120 centimetrů. Byly odkryty také pozůstatky stavby z mladší stavební fáze.
Ve stavbě tvrze bylo významným stavebním materiálem dřevo. Na základě datace archeologických nálezů lze bražecké tvrziště považovat za pozůstatky malého hradu nebo jedné z nejstarších tvrzí v Čechách.

## Přístup
Tvrziště se nachází na volně přístupném návrší v těsné blízkosti hranice Vojenského újezdu Hradiště. U Bražce odbočuje ze silnice, po které je vedena cyklotrasa č. 2249, polní cesta. Po ní lze dojít k východnímu úpatí kopce se zbytky tvrze.